# Pop gegant del Pacífic Nord
El pop gegant del Pacífic Nord (Enteroctopus dofleini) denominada comunament pop gegant de Califòrnia o polp del Pacífic Nord, és un gran cefalòpode del gènere Enteroctopus que té un cridaner color.

## Descripció
Com altres membres de l'ordre dels octòpodes, usa pigments especials en la seva pell per canviar de color i camuflar-se en roques, plantes i fins i tot coralls.
Aquesta espècie de polp és l'invertebrat de major intel·ligència que es coneix. S'ha comprovat en diversos assajos de laboratori que pot aprendre observant, per exemple, destapant flascons imitant a altres polps i sortir de laberints creats per humans.

## Hàbits
Atrapa el seu menjar a les nits, sobretot gambetes, cloïsses, llagostes i peixos. Però si ho necessita, atacarà a un tauró o a algun au que s'apropi massa a l'aigua, ajudat pels seus vuit tentacles.

## Distribució
En l'oceà Pacífic] viu en les aigües temperades del sud de Califòrnia fins a les fredes aigües d'Alaska, i d'aquí pot ser trobat fins al Japó. No es troba en cap llista de preservació de les espècies perquè se sap molt poc de la seva població total, però sí que li afecten la contaminació de l'aigua i els canvis de temperatura.